# Фавар, Антуан Пьер Шарль
Антуан Пьер Шарль Фава́р (фр. Antoine Pierre Charles Favart, 1780—1867) — французский писатель, художник и дипломат, издатель «Мемуаров» своего деда Шарля Симона Фавара и автор нескольких малозначительных драм.
С 1838 г. служил в министерстве иностранных дел, секретарь герцога де Карамана и герцога де Полиньяка, французский консул в Москве.
Художник, ученик Жозефа-Бенуа Сюве, участник парижских салонов в 1806—1839 гг. Автор портрета Алексея Константиновича Толстого (1846).
Кавалер ордена Почётного легиона.